# Groom au Moustic-Hôtel
Groom au Moustic-Hôtel est la première histoire de la série Spirou et Fantasio de Rob-Vel. Elle est publiée pour la première fois du no 1/38 au no 27/38 du journal Spirou.

## Historique
Robert Velter, dit Rob-Vel crée le personnage de Spirou en avril 1938. Il fut publié dans le journal de Spirou d'avril 1938 jusqu'en 1940. L'histoire de Groom au Moustic Hôtel ne fut jamais publiée en album.

## Publication

### Album
- Spirou par Rob-Vel  L'Intégrale 1938-1943